# Pinguine in der Bronx
Pinguine in der Bronx (Five Corners) ist ein Spielfilm aus dem Jahr 1987 mit Jodie Foster, Tim Robbins und John Turturro. Die Regie führte Tony Bill, die Filmmusik komponierte James Newton Howard, zu den Produzenten gehörte George Harrison. Das Drehbuch schrieb John Patrick Shanley, der in der Bronx aufgewachsen ist.
Jodie Foster gewann für den Film den Preis Independent Spirit Award, John Turturro und John Patrick Shanley wurden für diesen Preis nominiert.

## Handlung
Die Handlung spielt im New Yorker Stadtteil Bronx im Jahr 1964. John Turturro spielt den Psychopathen Heinz, der aus dem Gefängnis entlassen wurde. Er wurde verurteilt, nachdem er die Nachbarin Linda (gespielt von Jodie Foster) zu vergewaltigen versuchte.
Heinz bringt Linda zwei aus einem Zoo gestohlene Pinguine als Geschenk, aber diese will nichts von ihm hören. Sie bittet ihren Freund Harry (gespielt von Tim Robbins) um Hilfe, aber bekommt diese nicht. Heinz entführt Linda. Zum Ende schleppt er Linda in seine Wohnung, wo er mit der eigenen Mutter spricht und tanzt und diese in einem plötzlichen Anfall von Wahn aus dem Fenster wirft.

## Kritik
film-dienst: … Psychodrama, das an seiner uneinheitlichen Inszenierung und inhaltlichen Überfrachtung krankt. Effektvoll, aber ohne Tiefgang werden Klischees und Genre-Zitate aneinandergereiht und mit makabrem Humor garniert.